# El baile interior
El baile interior es el dúodécimo álbum de estudio de la banda de rock argentina Bersuit Vergarabat. Fue lanzado a la venta el 11 de marzo de 2014 en Argentina. Su primer corte de difusión es la canción "Cuatro vientos" (elegida cortina musical de la telenovela "Señores Papis").
La presentación oficial del disco se llevó a cabo en el estadio Luna Park  (Buenos Aires) el 6 de septiembre de 2014.
En junio de 2015, la banda ganó un Premios Gardel, por su disco El baile interior, en la categoría "Mejor álbum grupo de rock".

## Lista de canciones
| N.º | Título                  | Letras                                              | Música                                         | Duración |  |
| 1.  | «Huayno 14»             | Juan Subirá                                         | Daniel Suárez, Carlos E. Martín, Pepe Céspedes | 3:33     |  |
| 2.  | «Me voy»                | Suárez, Germán Sbarbati, Alberto Verenzuela, Subirá | Verenzuela                                     | 3:11     |  |
| 3.  | «Ahí va Chavela»        | Subirá                                              | Céspedes                                       | 4:08     |  |
| 4.  | «Cuatro vientos»        | Suárez                                              | Suárez                                         | 3:07     |  |
| 5.  | «Para bailar»           | Martín                                              | Céspedes                                       | 3:21     |  |
| 6.  | «Tilcara en Carnaval»   | Subirá                                              | Céspedes                                       | 2:50     |  |
| 7.  | «La próxima curda»      | Subirá                                              | Subirá, Céspedes                               | 4:03     |  |
| 8.  | «Hay pelado para todas» | Subirá                                              | Subirá                                         | 2:39     |  |
| 9.  | «De tripas corazón»     | Subirá                                              | Céspedes                                       | 3:43     |  |
| 10. | «La señora»             | Sbarbati, Subirá                                    | Suárez, Céspedes                               | 2:31     |  |
| 11. | «Ayer se cortó la luz»  | Oscar Righi                                         | Righi                                          | 3:15     |  |
| 12. | «Para Luis»             | Verenzuela                                          | Pablo Martín Olivieri                          | 2:47     |  |

## Músicos
- Daniel Suárez: Voz y coros
- Germán Sbarbati: Voz y coros
- Juan Subirá: Teclados y voz
- Alberto Verenzuela: Guitarra y voz
- Oscar Righi: Guitarra
- Pepe Céspedes: Bajo
- Carlos Martín: Batería

## Videoclips
- «Me voy»
- «Ahí va Chavela»
- «Cuatro vientos»
- «Para bailar»
- «Tilcara en Carnaval»
- «De Tripas Corazón»